# Đền Cặp Tiên
Đền Cặp Tiên còn gọi là đền Cô Bé Cửa Suốt nằm trên đảo Cặp Tiên cách đền Cửa Ông (TP Cẩm Phả) khoảng 2 km, nằm trong quần thể di tích đền Cửa Ông, thuộc địa bàn xã Đông Xá, huyện đảo Vân Đồn, Quảng Ninh

## Thờ phụng
Theo sách Đồng Khánh Dư Địa Chí, thì tiền thân đền Cửa Ông là Suốt Hải Thần Từ (Cửa Suốt) chữ Suốt là chữ nôm ghép từ bộ Thủy氵  và chữ Suất 率. Tương truyền vào thời Trần có bọn giặc răng trắng môi vàng quấy phá, cướp bóc dân địa phương. Tại xã Hải Lãng 海浪社 (nay đổi tên là Hải Lạng, Tiên Yên) có người trai họ Hoàng tên Cần 黃勤 xin cầm quân binh đi đánh giặc. Ngài cầm gậy tre đánh giặc đuổi đến xã Vô Ngại 無礙社 (nay thuộc Bình Liêu) thì cắm ngược gậy tre xuống đất, từ đó tre vùng này đều có đốt mọc ngược. Miếu thờ Ngài tại địa phận xã Cẩm Phả tục gọi là Miếu Đức Ông. Các triều đại phong tặng là KHÂM SAI THÁI BẢO XUYÊN QUỐC CÔNG TÔN THẦN 欽差太保川國公尊神. Sắc phong trải qua nhiều lần binh biến nên bị thất lạc. Vào năm Vua Thiệu Trị thứ nhất (1841) châu nha sưu tầm được và sao nộp. Phàm dân trong châu và thuyền bè qua lại bắc nam đều đến, quan quân đánh giặc đến miếu làm lễ cầu đảo đều tức thời linh nghiệm. Năm Tự Đức thứ 6 (1853) được ban phong làm BẢN CẢNH THÀNH HOÀNG LINH PHÙ CHI THẦN 本境城隍靈扶之神.
Trước mặt miếu thờ là Cửa Biển Suốt 率海口, hai bên bờ là bãi cát, rừng sâu rậm rạp. Giữa của biển có đảo Cặp Tiên 扱僊島 (Cập Tiên, Gặp Tiên đều hiểu được theo nghĩa như nhau) đứng dừng sững giữa nước non. Phía tây là Biển Suốt 率海, phía Đông là Biển Đông 東海 gọi chung là Suốt Hải. Thủy triều lên sâu 3 trượng 5 xích (14m), thủy tịch xuống sâu 2 trượng (8m), cửa biện rộng 25 trượng (100m).
Núi Cặp Tiên 扱僊山 (khu vực đền Cặp Tiên hiện nay) nằm ở khu vực xã Đại Độc 大讀社. Dưới núi có giếng nước thanh mát gọi là Giếng Cặp Tiên 扱僊井, người dân đi biển đều lấy nước mang theo uống. Sau này dân Chài lập miếu thờ ngay chỗ giếng nước, dần dần xây dựng lớn hơn tại vị trí đền hiện tại, rồi thờ Tĩnh Huệ Công Chúa là con gái của Đức Ông Phạm Ngũ Lão cùng người con gái thứ hai của Hưng Đạo Đại Vương - Quyên Thanh Công Chúa.
Công nữ tên hiệu Tĩnh Huệ là thứ phi của vua Anh Tông. Vào tháng Giêng năm Kỷ Dậu – Hưng Long năm thứ 17 (1309) do không có con nên xin vua cho xuất gia.  Khi vua Anh Tông băng hà thì về quê cũ là Phù Ủng thấy có chùa Bảo Sơn xã Phù Ủng than rằng: Chùa này do tiên quân (cha ta) dựng lên, ta tuổi đã cao làm nhà nơi đây để ở vừa có thể thờ vua lại vừa thờ cúng tổ tiên thật là trung hiếu vẹn toàn. Đó là sở nguyện của ta". Thế là cho thợ tài giỏi sửa chữa lại ngôi chùa đó, làm điện phía bên đông chùa và làm nhà phía sau để thờ tổ tiên. Vào  năm Ất Mùi - Thiệu Phong thứ 15 (1355)  Vua Minh Tông đến thăm ban cho biển nghạch biểu dương lòng hiếu kính. Sau khi mất sắc phong  là: Trinh Thuần Phổ Tế Diệu Linh Uyển Dung Ý Đức Khổn Phạm. Ngày kị của Ngài là 21 tháng 4 âm lịch
Vì vậy có thể nhận định rằng Tĩnh Huệ Công Chúa không hề đi đánh giặc cũng như không liên quan gì đến vùng biển Cửa Suốt. Trước đây đền Cửa Suốt chỉ có miếu thờ nhỏ ở phía Giếng nước thờ đôi cô, dân biển thường lấy mạch nước ngọt này để sử dụng. Sau này mới được xây dựng khang trang và gọi là đền Cô Cửa Suốt phụng thờ Tĩnh Huệ Công Chúa
Tư Liệu Tham Khảo:
-      Trần Triều Kỷ Tích Toàn Biên: "公女子號靖惠公主乃.英宗皇帝次妃.也帝崩從太后出家歸故里.曰此佛寺.先君所創也吾年已高於斯營室可以凡聖可以奉先忠孝兩全.是吾所願於.是童修之又於寺東偏構堂建屋為奉先之所工華.明宗臨幸賜扁以彰孝敬.卒後敕封貞純普濟妙靈婉容懿德閫範今奉事在祠之右"
-      Đại Việt Sử Ký Toàn Thư

## Công nhận và tôn vinh
Đền Cặp Tiên cùng quần thể di tích đền Cửa Ông được Bộ Văn hóa - Thông tin (nay là Bộ Văn hóa, Thể thao và Du lịch) cấp bằng công nhận Di tích lịch sử năm 1989.
Ngày 18/8/2006, UBND tỉnh Quảng Ninh đã xếp hạng đền Cặp Tiên là di tích Kiến trúc nghệ thuật và danh thắng; ngày 25/12/2017 cùng với Di tích đền Cửa Ông (TP Cẩm Phả) - đền Cặp Tiên được Thủ tướng Chính phủ ký quyết định xếp hạng Di tích quốc gia đặc biệt.